# Libtorrent
libtorrent ist eine freie Programmbibliothek zur Nutzung von BitTorrent, auf der eine Vielzahl von BitTorrent-Clients aufsetzt.
Sie unterstützt die offiziellen BitTorrent-Protokollerweiterungen vollständig und hat eine Schnittstelle für Zusatzmodule, womit sich leicht Unterstützung für weitere Protokollerweiterungen hinzufügen lässt.
Sie ist in C++ mit Boost geschrieben. Der plattformunabhängige Code funktioniert zumindest mit Windows, Linux, macOS und FreeBSD. Entwicklungsziele sind die einfache Nutzbarkeit und der sparsame Umgang mit Systemressourcen.
Auf libtorrent bauen Clients wie zum Beispiel qBittorrent, Deluge und Miro auf, oder BitTorrent-Zusatzmodule zu Mozilla-basierten Webbrowsern (firetorrent, Bitfox) sowie Apps für Android, wie zum Beispiel Flud.
Mit der Bibliothek wird ein beschränkter, minimaler Test-Client mitgeliefert, der die Nutzung der Bibliothek demonstriert.
Mit Veröffentlichung der libtorrent Version 2.0 am 6. September 2020 wurde die Unterstützung von C++11 fallen gelassen und C++-14 vorausgesetzt. Gleichzeitig wurde das BitTorrent-Protokoll in der Version 2 implementiert und ein Wechsel von SHA-1 zu SHA-256 vollzogen.